# Scanburger
Scanburger är en finländsk hamburgerkedja med omkring 80 försäljningsställen, som öppnade sina första restauranger 1996.